# Dmitrij Svatkovskij
Dmitrij Valerjevitj Svatkovskij (ryska: Дмитрий Валерьевич Сватковский), född den 27 november 1971 i Moskva, Ryssland, är en sovjetisk och därefter rysk idrottare inom modern femkamp.
Han tog OS-silver i herrarnas lagtävling i moderna femkamp i samband med de olympiska tävlingarna i modern femkamp 1992 i Barcelona.
Därefter tog han individuellt OS-guld i samband med de olympiska tävlingarna i modern femkamp 2000 i Sydney.